# Conjunto Histórico de Villafamés
El Conjunto Histórico Artístico de Villafamés, es un Bien de Interés Cultural, por declaración singular, con anotación ministerial: R-I-53-0000612, del 22 de abril de 2005.
Según la información publicada en el Boletín Oficial del Estado en el que se declara el Conjunto Histórico de Villafamés como Bien de Interés Cultural, el Conjunto histórico queda delimitado atendiendo a dos criterios:
- Patrimoniales y urbanísticos, por lo que se incluyen los inmuebles y espacios urbanos y rústicos necesarios para garantizar la correcta tutela del Conjunto, coincidiendo con la delimitación establecida en el Plan General vigente.
- Topográficos y paisajísticos, que incluyen el cerro en el que se halla situado el núcleo de la villa, lo cual abarca desde el cruce de los ejes de la carretera de Sant Joan de Moró con el camino de la Costa, siguiendo el sentido horario, al nordeste, hasta girar al sur y continuar por su eje hasta la plaza de la Font. Continúa por la calle de la Font y por la calle Font d'En Jana. Envuelve las manzanas catastrales 13451, 12445, 12443 y 11445. Incorpora la calle Sierra Escalón hasta girar y proseguir por la trasera de la parcela catastral n.º 10 de la manzana n.º 12441 hasta la de la parcela n.º 01 de la misma manzana. Prosigue incluyendo la manzana catastral n.º 11448 hasta la parcela n.º 17 inclusive. Cruza la calle Carreró, incorporando la manzana 11449. Prosigue incorporando el camino de l'Alcora y el de la Costa hasta el punto de origen.

Villafamés se sitúa sobre un pico sólido de piedra, a 350 metros sobre el nivel del mar, defendida de forma natural por el flanco norte. Su conjunto histórico-artístico es de los más importantes de la Comunidad Valenciana, tanto por la belleza de sus inmuebles como por el estado de conservación. El tramado urbanístico medieval está adaptado totalmente a las características topográficas de la zona, y presenta desde edificios religiosos (góticos y barrocos) a edificios civiles y militares de diferentes épocas.
Además la zona presenta abundantes yacimientos prehistóricos localizados en cuevas y abrigos, parece que el primer poblamiento se remonta cronológicamente al Eneolítico. De la colonización romana se aprecian pocos restos en comparación con los pueblos cercanos del Pla de l'Arc. pese a ello, su situación entre dos rutas de paso principales, las vías Augusta y Heraclea, la ausencia de cualquier bastión de la zona y la localización de aparejos romanos en el castillo hacen suponer el uso de este como “castrum” de vigilancia.
La villa además fue tomada primero por los musulmanes, que dejaron su huella de su paso, lo cual queda reflejado incluso en su toponimia. Luego fue de nuevo tomada por los cristianos de las tropas del rey Jaime I de Aragón, a partir del 1240 aproximadamente.
El máximo esplendor de la villa se da en 1635, ya que en esta fecha es preciso ensanchar el perímetro habitable bajando hasta la zona más llana, llegando hasta la actual iglesia parroquial, el Portalet y la calle General Aranda, siendo en esta expansión cuando se construyen los edificios más significativos, al tiempo que aparecen arrabales al lado de los caminos y aumenta la población. Su estructura urbana responde a una tipología de edificación espontánea, de calles tortuosas e irregulares buscando su adaptación a la topografía y al asoleamiento con perspectivas semiabiertas, definiendo manzanas de gran desarrollo (trazado medieval). Las dos plazas representativas del poder religioso y civil no tienen ningún eje de unión o articulación. Pero sí que existe entre el castillo y la plaza civil, que configuraba la senda más importante donde se localizaban a lo largo de ella los edificios más representativos, como era la Bailía (actual museo de arte contemporáneo), el antiguo museo del vino y otros.
En la actualidad tiene 1.500 habitantes y pueden distinguirse dos sectores muy definidos en su trazado urbano:
- la parte alta, alrededor del castillo e iglesia parroquial, donde se encuentran los monumentos de mayor interés, deshabitada hasta no hace mucho, con calles en pendiente y sólidos edificios. En esta parte la altura de la edificación es de dos o tres pisos, formando grandes manzanas irregulares, con edificios en medianería con poca fachada y patios y corrales interiores. Esta parte abarca el barrio antiguo, con edificios de fábrica de tapial y piedra; con algunas edificaciones que presentan fachada entera de sillería y otras con sillería solamente en planta baja, en las esquinas, y en los dinteles y arcos, conformando casas de gran solidez. Sus hitos los forman las plazas de la Sangre, del Ayuntamiento y la de la Iglesia.
- la parte baja, donde se concentran todas las actividades y servicios del pueblo. Es conocido como el barrio de la Font, donde la construcción de principios de siglo y moderna en buen estado.

Al declararse el conjunto histórico de Villafamés como Conjunto histórico-artístico, dentro de él quedaban comprendidos los siguientes  BICs:
- El Castillo y los lienzos de muralla; la Iglesia de la Sangre, apoyada en buena parte sobre los lienzos de la muralla, y que forma parte integrante de la fortificación.
- Otros edificios fortificados, de los sucesivos recintos amurallados, como: la Torreta y la Casa Babiloni-Bardoll
- Por otro lado están las pinturas rupestres situadas en el Abrigo del Castillo (Villafamés).
- Por último se cataloga como BIC el Escudo heráldico situado en la fachada de la Casa Abadía.

En lo que respecta a los edificios catalogados como Bienes de relevancia local, tenemos:
- Palacio del Batle.
- Iglesia de la Asunción,  Ermita de San Ramón, La Roca Grossa, así como las casas de Almenar Andreu y de Grijalbo y Martí, ambas condicionadas al estudio arqueológico que determinará si son Bienes de Interés Cultural por su posible carácter defensivo.